# Cimetière nouveau de Villeurbanne
Cet article court présente un sujet plus développé dans : Cimetières ancien et nouveau de Villeurbanne.
Le cimetière nouveau de Villeurbanne est le plus récent des deux cimetières de Villeurbanne en France. Il est situé le long du boulevard Laurent Bonnevay.

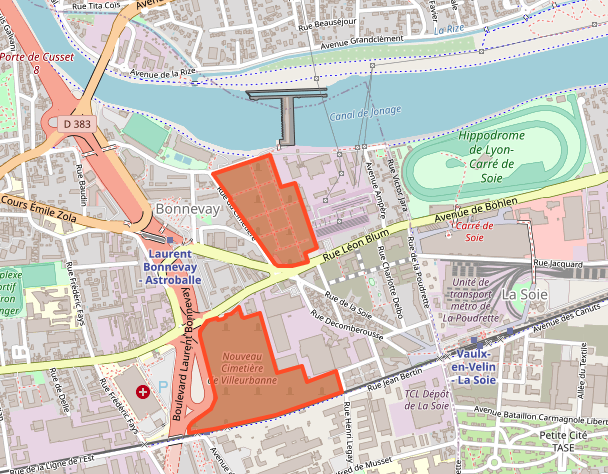
En orange, le cimetière ancien au nord, le cimetière nouveau au sud.